# Колоно-Николаевка
Колоно-Николаевка (укр. Колоно-Миколаївка) — село в Синельниковском районе Днепропетровской области Украины. До 19 июля 2020 года входило в состав Васильковского района.
Код КОАТУУ — 1220781103. Население по переписи 2001 года составляло 191 человек.

## Географическое положение
Село Колоно-Николаевка находится в 4-х км от левого берега реки Волчья, на расстоянии в 2 км от сёл Катериновка и Богдановка.
Через село проходит автомобильная дорога Т-0401.